# Castanopsis schefferiana
Castanopsis schefferiana là một loài thực vật có hoa trong họ Fagaceae. Loài này được Hance mô tả khoa học đầu tiên năm 1878.